# Colonia Emperador Cuauhtémoc
Colonia Emperador Cuauhtémoc är en ort i Mexiko.   Den ligger i kommunen Arcelia och delstaten Guerrero, i den södra delen av landet, 180 km sydväst om huvudstaden Mexico City. Colonia Emperador Cuauhtémoc ligger 405 meter över havet och antalet invånare är 524.
Terrängen runt Colonia Emperador Cuauhtémoc är kuperad åt sydost, men åt nordväst är den platt. Runt Colonia Emperador Cuauhtémoc är det ganska glesbefolkat, med 38 invånare per kvadratkilometer. Närmaste större samhälle är Arcelia, 3,0 km norr om Colonia Emperador Cuauhtémoc. I omgivningarna runt Colonia Emperador Cuauhtémoc växer huvudsakligen savannskog.